# میرزاعلی‌کندی (ورزقان)

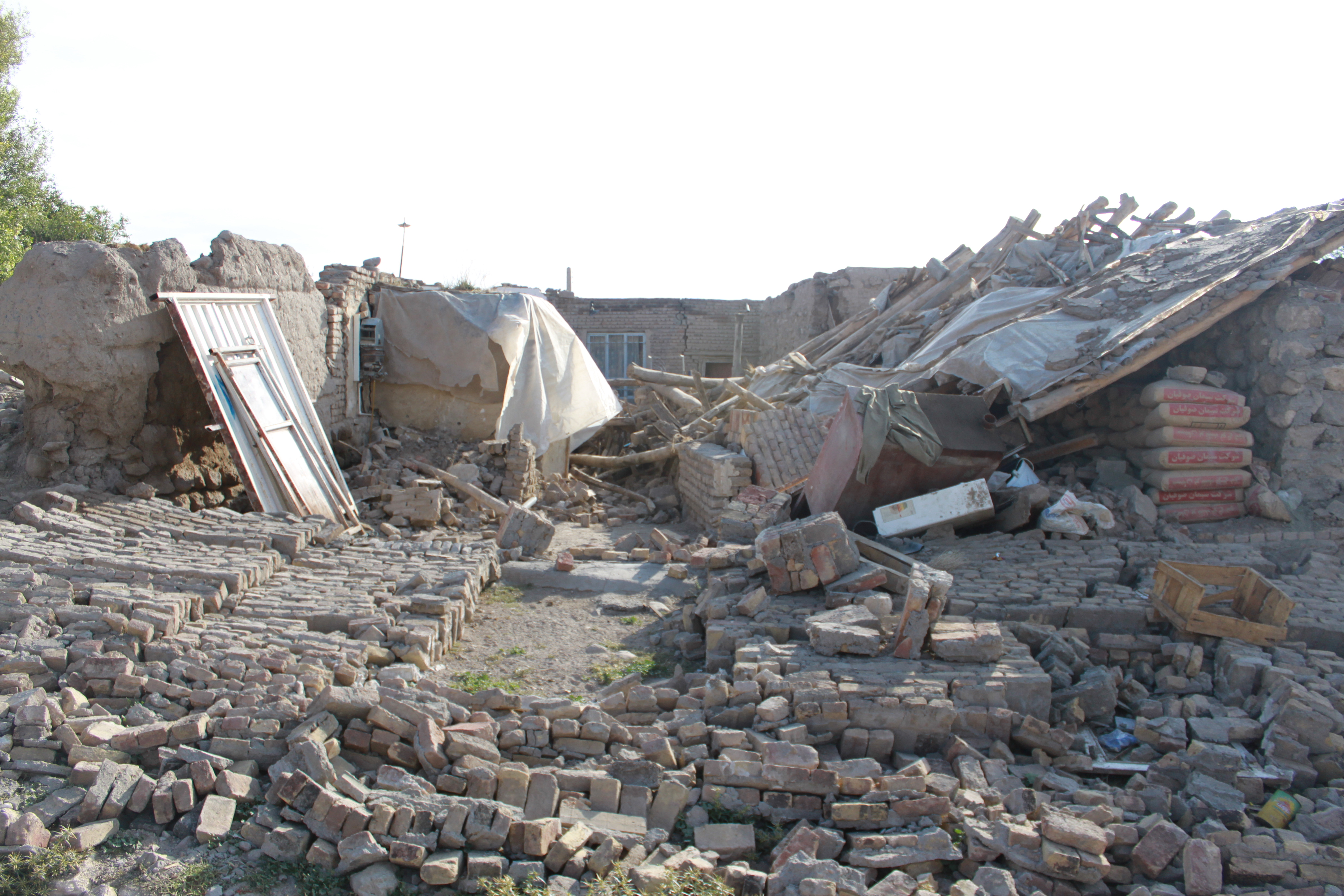
تخریب کامل روستا بر اثر زلزله

میرزاعلی‌کندی یکی از روستاهای استان آذربایجان شرقی است که در دهستان ازومدل جنوبی بخش مرکزی شهرستان ورزقان واقع شده‌است. زبان بومی این روستا ترکی آذربایجانی می‌باشد.
این روستا متشکل ازسه طائفه عمده به نام های علی محمدلو،حسی خانلوومددلومی باشد.
دردوره قاجاریه وپهلوی اول اکثرمردم این روستا علاوه بردامداری کشاورزی به کارروغن کشی بزرک درکارگاه هایی تحت عنوان "بزیرخانا"مشغول بودند. امروزه آثارهمان کارگاه هادرروستا باقی است که درصورت بازسازی می تواندبه بهترین نمونه جاذبه گردشگری درکنارغارهای قدیمی روستا تبدیل شودودررونق اقتصادی منطقه وروستاموثرواقع گردد.